# 伊利諾大學系统
伊利诺伊大學系统（英語：University of Illinois System）是美国伊利诺伊州的一個大学系統，包括厄巴納-香檳、芝加哥、春田三个分校。其中1867年成立的厄巴纳-香槟分校是创始校区，在1982年之前一直以伊利诺伊大学为正式称呼。
1970年代，伊利诺伊大学在芝加哥海军码头附近建立了校医学院，后在1982年独立成为芝加哥分校。从此成立了伊利诺伊大学系统。伊利诺伊大学系统有一个校长负责监管三个校区的运作。在每个分校有自己的学监(或称为总监)，负责每个分校区的日常运行和发展规划。

## 厄巴納-香檳分校

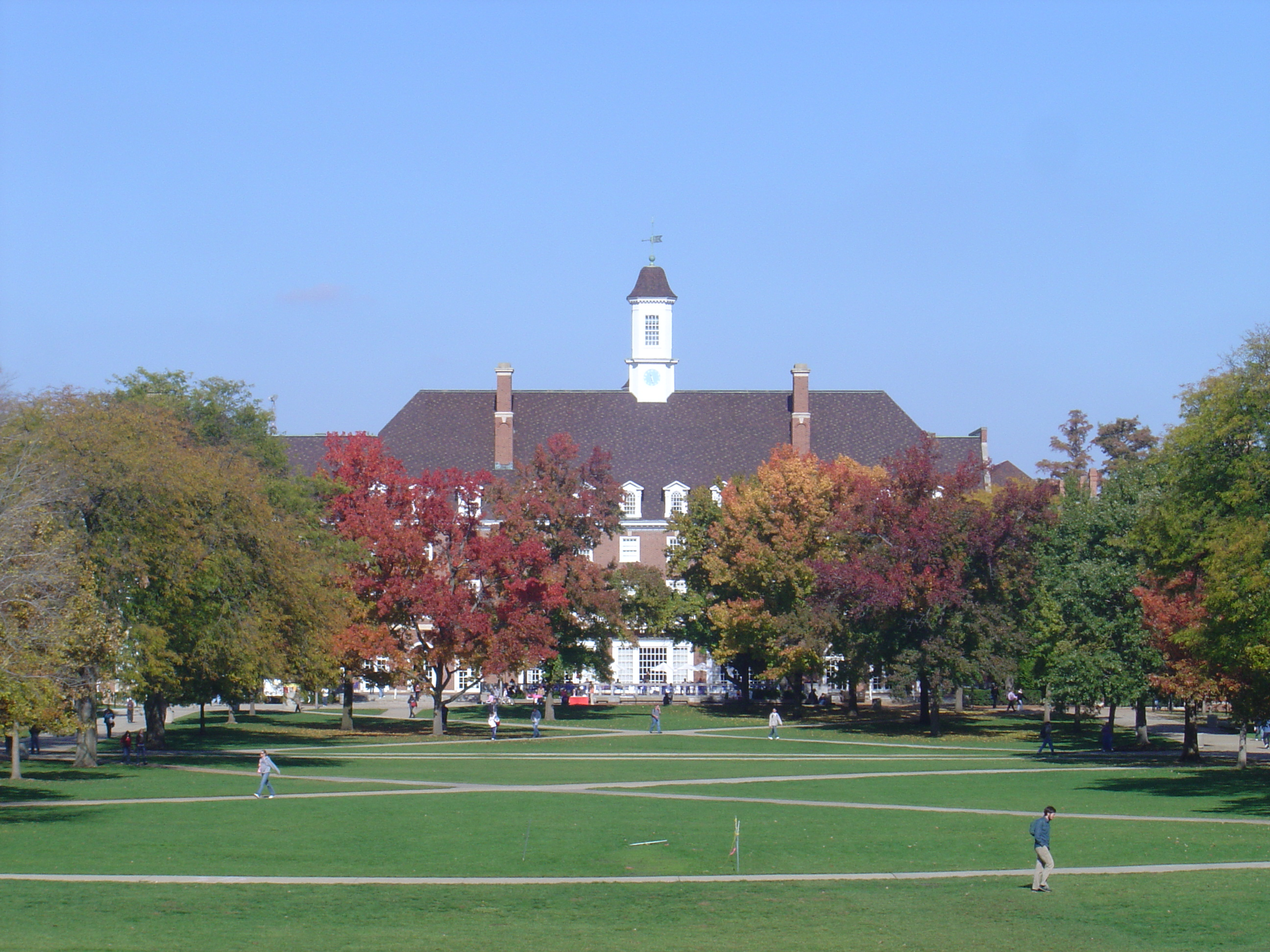
厄巴纳-香檳校區

伊利諾大學厄巴纳-香檳分校為三間分校中最大的一間，有時候被稱為伊利諾大學的總校區，其在1885年改称伊利诺伊大学（University of Illinois）後长达百年的時間裡使用此名，直到1982年伊利諾州政府決定成立其他校區，故伊利诺伊大学往往也指代該校區。分校成立于1867年，长久以来一直是全美理工科方面最顶尖最有名望的高等学府之一。
伊利诺大学香槟分校拥有20多个院所，超过150个以上各种不同领域的知识及研究供学生选读。该校的学术水平不仅获得《Fiske大专院校指南》5颗星的最高水平评价，也获评为全美提供多元化课程的最佳大学之一。伊利诺伊大学香槟分校在1922年颁发第一个会计的学士学位，更在1939年颁发全球第一个会计学博士学位。
伊利诺伊大学香槟分校在科技领域素负盛名。根据上海交通大学于2008年的排名，伊利诺伊大学香槟分校在工程领域的表现名列全世界第3，仅次于麻省理工学院和斯坦福大学，并领先加州大学伯克利分校及所有的常春藤盟校。该校的电机工程、计算机科学、材料科学、土木工程、机械工程、核子工程、农业工程、环境工程等科系都高居全美前5名；化学工程、航空航天工程排在全美前10名。根据美国USNEWS杂志2008排名，该校土木工程与会计学系排名为该领域第一，材料工程第二，电子工程与计算机科学分别为第四与第五。在社会科学方面，该校心理学与哈佛大學、普林斯頓大學、洛杉矶加大并列全美第五；图书馆科学一直以来蝉联全美第一的位置。
该大学历史上共有18位教授或校友荣获过诺贝尔奖（其中11位是校友），2位校友荣获过图灵奖，1位教授荣获过菲尔兹奖，17位校友荣获过普利策新闻奖，11位教授荣获过美国国家科学奖章。现任教授中有2位普利策奖得主、22位国家科学院院士、28位国家工程院院士。
伊利诺大学香槟分校图书馆藏书量居世界公立大学之冠，在美国大学中仅次于耶鲁和哈佛的藏书量。除了拥有多达1千700万种项目，包括900万本书籍、9万种定期刊物，也设有40多个学术部门。每星期有逾100万次从全世界各地造访该大学电子图书馆的记录。
伊利诺伊大学香槟分校设有可容纳1万6千人的多功能大楼及可容纳7万1千人的纪念体育馆。大学经常举办10大名校美式足球、篮球、手球等大赛，设备先进，不落人后。大学设有近900个学生社团组织，包罗万象，而且每年也举办一些主要活动，如新生迎新会及周末亲子活动等。大学提供近9千个宿舍单位，有国际学生宿舍、单人房、男生及女生宿舍等，种类繁多，宿舍的申请采取先到先得的方式。

## 芝加哥分校

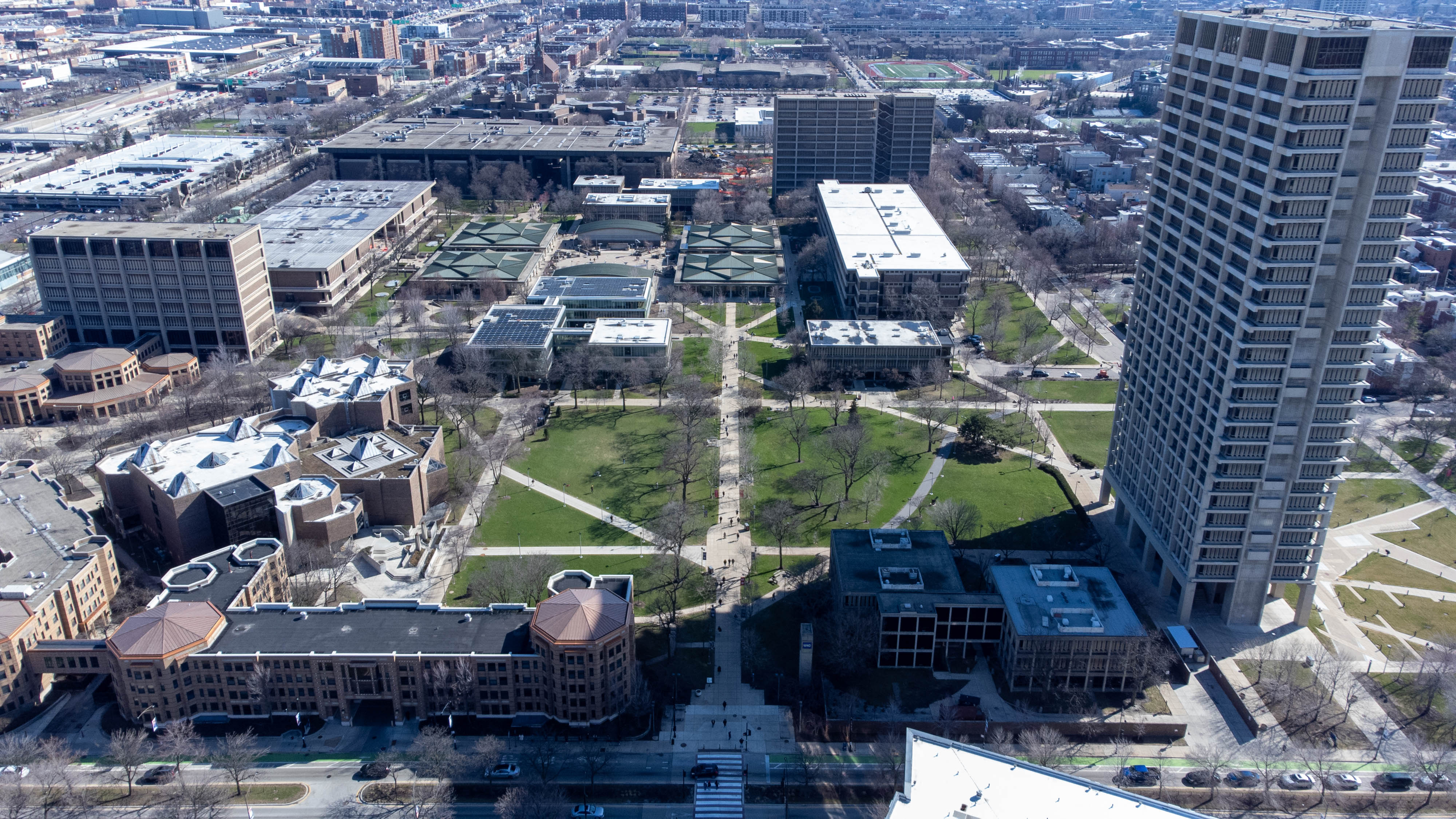
芝加哥校區

伊利诺大學芝加哥分校是芝加哥地區最大的大學，有33,000位學生，16個學院，其中包括全国最大的医疗学校，和超过3.4亿美元科研经费。它一直是美国研究经费排名前50的机构之一。
伊利诺伊大学芝加哥分校已经建立了几个著名的学科项目。它在2007年上海交通大学的世界大学学术排名里并列北美地区第76位，世界前100。伊利诺伊大学芝加哥分校在伊利诺伊州的医疗系统中具有领导作用，它拥有伊利诺伊州主要的公共医疗中心，并作为伊利诺伊州的医生，牙医，药剂师，护士和其他医护人员的主要培训基地。
伊利诺伊大学芝加哥分校是由卡内基基金会评选的88所研究型一类美国大学之一。伊利诺伊大学芝加哥分校在2005年超过650所大学的国家科学基金会的研究经费统计排名中位居第48名，超过了芝加哥大学。

## 春田分校

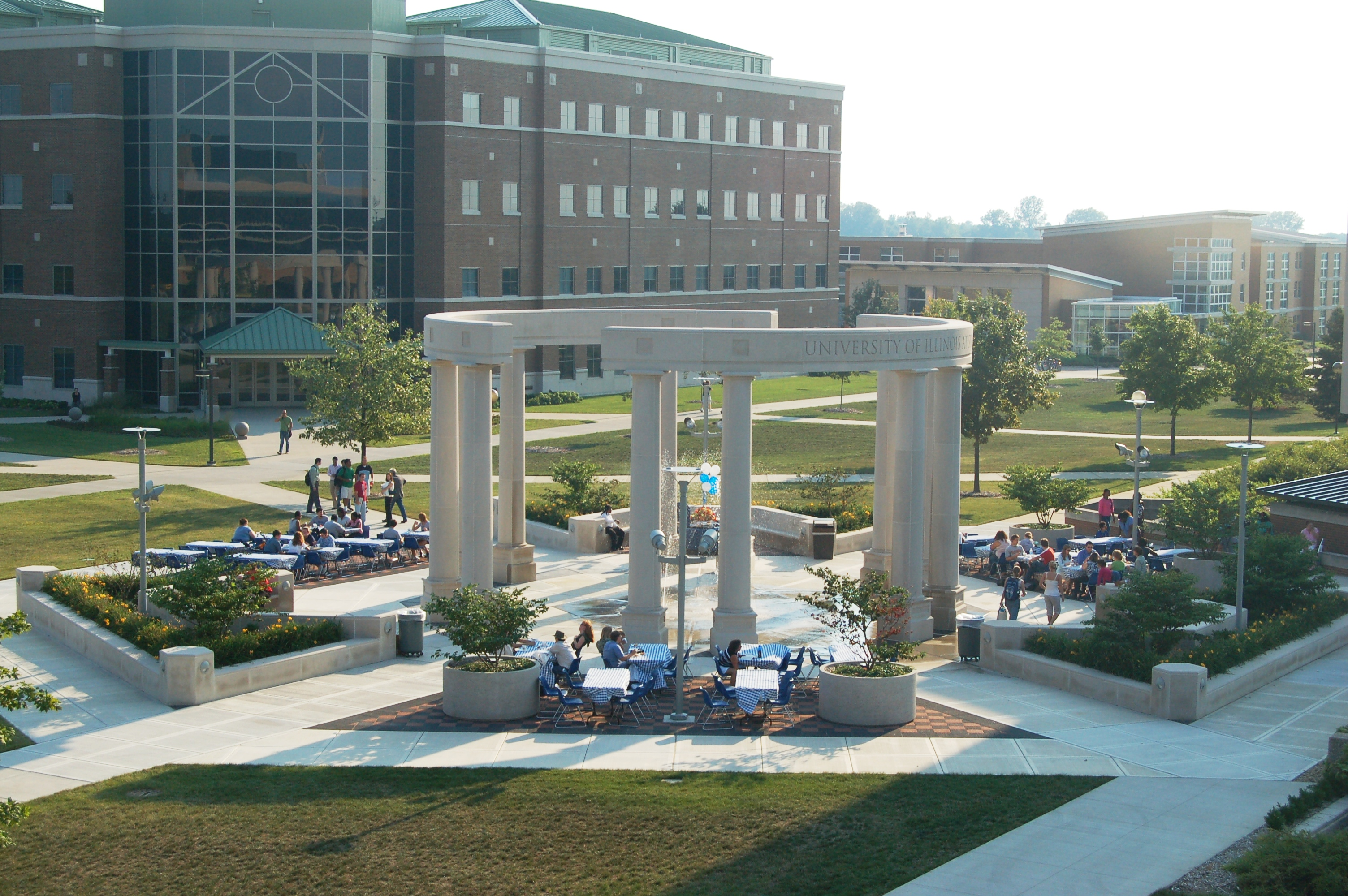
春田校區

伊利諾大學春田分校位於美国伊利诺伊州首府春田市，是一所小型文科大學，創建於1969年，原為伊利諾州議會成立的桑格蒙州立大學，於1995年7月1日加入伊利諾大學系統。
学校有一流的教学设施，严谨专业的教师队伍。学院采取小班教学的方式。伊利诺斯大学春田分校提供20个本科学位及20个研究生学位，同时还设有公共管理的博士学位。学院以工程及商业最为出名。学院研究生院的会计学经常被评为全美最佳学科，生物、政治、经济学和教育学等学科也很好。伊利诺斯大学春田分校为英语为第二语言的国际学生提供密集英语课程。ESL英语课程将使学生们成功入学并且为完成大学的学位课程做好准备。

## 外部連結
- 伊利諾大學（页面存档备份，存于）
- 伊利諾大學芝加哥分校（页面存档备份，存于）
- 伊利諾大學春田分校（页面存档备份，存于）
- 伊利諾大學香檳分校（页面存档备份，存于）